# Katarzyna (hrabina Montfort)
Katarzyna (ur. ok. 1503, zm. przed 9 września 1548) – hrabina Montfort, córka naturalna Zygmunta I Starego z jego związku z Katarzyną Telniczanką.
W młodości przebywała na dworze króla węgierskiego Władysława Jagiellończyka w Budzie i towarzyszyła królewnie węgierskiej Annie w uroczystościach wiedeńskich, związanych z zaślubinami pomiędzy członkami dynastii Habsburgów i Jagiellonów.  
W 1522 niektórzy panowie polscy i arcybiskup gnieźnieński Jan Łaski próbowali wydać Katarzynę za wojewodę wołoskiego. Małżeństwo nie doszło jednak do skutku i już wkrótce, prawdopodobnie poprzez starania króla Węgier Ludwika, Katarzyna została wydana za Jerzego II, hrabiego Montfort w Szwabii (w literaturze niemieckiej mąż Katarzyny nazywany jest Georg III von Montfort-Bregenz-Pfannberg)
Posag jej wynosił 10 000 złotych polskich, ale nie został w całości wypłacony. Katarzyna i Jerzy mieli czworo dzieci:
- Jana, zmarłego bezpotomnie,
- Jakuba (zm. 1573),
- Hermana IV (zm. przed 1564),
- Katarzynę – żonę Krzysztofa von Losenstein.

Potomkowie Katarzyny i Jerzego dali początek linii rodu hrabiów Montfort–Tettnag, której ostatnim przedstawicielem był zmarły w 1787 Antoni.